# Альбрехт III (граф Габсбург)
А́льбрехт III Бога́тый (нем. Albrecht III der Reiche; ум. 25 ноября 1199) — граф Габсбург, представитель дома Габсбургов, ландграф Верхнего Эльзаса и судебный фогт Мури; сын Вернера II, графа Габсбург.

## Биография
Отец Альбрехта Вернер II умер от вспыхнувшей эпидемии чумы в 1167 году.
Альбрехт III был сторонником императорской семьи Гогенштауфенов, оказывая немалую поддержку в Швейцарии Фридриху I.
Альбрехт умер в 1199 году, ему наследовал его единственный сын Рудольф II Добрый.

## Брак и дети
Жена: Ита, графиня Пфуллендорф-Брегенц, дочь Рудольфа фон Пфуллендорфа (нем. Rudolf von Pfullendorf).
- Рудольф II Добрый (умер 10 апреля 1232 года) — граф Габсбург с 1199 года.
- Ита.